# Antonio Pietrantoni
Antonio Pietrantoni (Celano, 21 novembre 1874 – Avezzano, 24 marzo 1952) è stato un geologo italiano.
Si distinse soprattutto nello studio del bacino imbrifero del Fucino e dei suoi possibili dissesti idrogeologici. Dopo il terremoto del 1915, che devastò la Marsica, fu chiamato a far parte dell'amministrazione Torlonia, nell'ufficio tecnico, dove rimase per trent'anni. Dotato di molteplici interessi culturali, si dedicò in particolare anche allo studio dell'arte rinascimentale.

## L'attività di geologo
La Società geologica italiana lo nominò membro onorario, pur non essendo lui laureato in geologia, per le sue attività svolte presso l'ufficio tecnico dell'amministrazione Torlonia, incarico al quale fu chiamato subito dopo il terremoto di Avezzano del 1915. Fu dedito infatti alla sistemazione del torrente Foce e la sua indagine scientifica fu alla base della bonifica del Fucino.
Il suo principale merito fu quello di intuire ed identificare il pericolo che incombeva sulla bonifica idraulica del Fucino e che, per l'azione di uno strato di argille spingenti, minacciava il crollo e l'ostruzione della galleria. Rintracciò la minacciosa lesione delle opere murarie e gettò il suo grido di allarme; ma il suo zelo fu interpretato come una stravaganza e soprattutto una denigrazione delle opere degli ingegneri del tempo. Rischiò di perdere il suo ufficio, ma con la sua insistenza, sostenuta da studi e documentazione, indusse il principe Giovanni Torlonia a consultare un tecnico di fama mondiale, l'ingegnere Angelo Omodeo, il quale, esaminata accuratamente la galleria, concluse che il pericolo non solo esisteva, ma era grave ed urgente. Così fu provveduto, sotto la guida dell'Omodeo e con l'ausilio delle indicazioni di  Pietrantoni, alle necessarie opere di riparazione dell'emissario, scongiurando il disastro che minacciava la Marsica.
Il libro Il Fucino e il suo emissario che Pietrantoni scrisse in quegli anni - pubblicato all'Aquila nel 1919-costituisce la testimonianza documentata della lesione presente e la appassionata dimostrazione della necessità di porvi rimedio, pena la distruzione della bonifica e delle terre marsicane.
Nell'ottobre del 1934, incaricato dall'amministrazione Torlonia, accompagnò in giro per il Fucino Carlo Emilio Gadda, in veste di inviato speciale. Proprio Gadda evidenziò la ricchezza intellettuale di Pietrantoni ed il suo amore per la Marsica, documentando tale incontro nel  libro Le meraviglie d'Italia.
(Carlo Emilio Gadda, "Un romanzo giallo nella geologia", in Le meraviglie d'Italia)
La sua consuetudine quotidiana con il Fucino, stimolò in lui – come testimonia la citazione di C. E. Gadda - sempre più larghi interessi scientifici, accumulando una massa ingente di cognizioni non solo geologiche, ma anche archeologiche, storiche ed agrarie. Numerosi sono i suoi scritti che testimoniano la sua competente ed appassionata indagine di "fucinologo".

## La passione per l'arte
Oltre alla attività professionale ed agli studi di carattere scientifico, Antonio Pietrantoni coltivò numerosi interessi di carattere letterario ed artistico che lo rendono interessante come figura capace di muoversi tra le “due culture”, quella scientifica e quella umanistica.
Fin da giovanissimo si applicò allo studio delle letterature straniere, in particolare di Baudelaire. Il suo interesse per l'arte fu attratto soprattutto dalla pittura del quattrocento e cinquecento italiano.

Nel 1932 tenne una conferenza su La Tempesta del Giorgione, conferenza che, per la ricchezza delle notizie, per la novità di talune interpretazioni, costituì una rivelazione; la sua pubblicazione non mancò di avere successo.
Su Leonardo egli scrisse un'ampia opera, di circa settecento pagine a stampa, che – nonostante i riconoscimenti avuti da parte di illustri studiosi-  non trovò un editore interessato a pubblicarla, come egli avrebbe desiderato, nel quinto centenario della nascita del pittore.

Sempre in merito alle indagini su Leonardo va ricordato che Pietrantoni nel 1939 formulò, ne La cifra paesaggistica di Leonardo; dal primo disegno alla Gioconda, la tesi che il paesaggio della Gioconda corrisponda alla Gonfolina, sia cioè sovrapponibile alla sponda sinistra dell'Arno, essendosi rinvenuta (con la costruzione della Ferrovia Leopolda) un'antica stampa il cui lucido si sovrapponeva fedelmente al profilo paesaggistico leonardesco.
Sempre in materia di sue indagini artistiche va citato il dattiloscritto relativo al saggio critico  La Trasfigurazione di Raffaello
La critica ha nuovamente iniziato ad interessarsi ai saggi sopra menzionati rilevandovi un notevole rigore metodologico e intelligenza di intuizioni.

## Riconoscimenti postumi
Nel 2001 per l'interessamento dello storico celanese Nando Taccone, lo scrittore Errico Centofanti gli dedica un saggio intitolato "Antonio Pietrantoni. Un'affiorante parvenza di grandezza". La pubblicazione di Meraviglie d'Abruzzo lo accredita tra gli uomini illustri della Marsica.
Nel 2002 l'amministrazione comunale di Celano, con una manifestazione pubblica, con il concorso di studiosi ed esperti nazionali, ne ha commemorato la figura nella circostanza dei 50 anni dalla morte.
Nel 2007, a cura di Giraldi Editore, è stato ripubblicato il libro Il Fucino e il suo emissario.